# Босвел Корнер (Вирџинија)
Босвел Корнер (енгл. Boswells Corner) насељено је место без административног статуса у америчкој савезној држави Вирџинија.

## Демографија
По попису из 2010. године број становника је 1.375.
| Група             | 2000.    | 2010.       |
| Белци             | 0 (0,0%) | 728 (52,9%) |
| Афроамериканци    | 0 (0,0%) | 346 (25,2%) |
| Азијати           | 0 (0,0%) | 38 (2,8%)   |
| Хиспаноамериканци | 0 (0,0%) | 218 (15,9%) |
| Укупно            | 0        | 1.375       |